# Cameron Crowe
Pour les articles homonymes, voir Crowe.
Cameron Crowe [ˈkæmɹən kɹoʊ] est un réalisateur, producteur et scénariste américain, né le 13 juillet 1957, à Palm Springs, Californie.

## Carrière

### Journaliste
Cameron Crowe, à seize ans en 1973, est embauché par le bimensuel Rolling Stone. Il suit les grands groupes de l'époque en tournée, dont les Eagles, Led Zeppelin ou encore The Allman Brothers Band . 

### Réalisateur indépendant à succès (années 1990)
Il débute à Hollywood au début des années 1980 en signant le scénario de la comédie dramatique Fast Times at Ridgemont High: A True Story, une adaptation de son propre roman saluée par la critique.
À la fin de la décennie, il passe à la réalisation avec deux films indépendants : tout d'abord la romance adolescente Un monde pour nous, qui est très bien accueilli par la critique comme par le public américain lors de sa sortie en 1989, qui fait des jeunes John Cusack et Ione Skye des valeurs montantes. Le scénariste/réalisateur confirme avec Singles, qui suit le quotidien de séduisants vingtenaires à Seattle, qui est très bien reçu par la presse et qui rapporte plus du double de son maigre budget, en 1992. À partir de ce long-métrage, il produira tous ses films.
Il est alors convoité par les studios, pour qui il écrit, produit et réalise la comédie dramatique Jerry Maguire, un carton critique et commercial de la fin de l'année 1996, nouvelle pièce de l'âge d'or de la star Tom Cruise, qui décroche entre autres un Golden Globe, et surtout permet à Cuba Gooding Jr. de décrocher l'Oscar du meilleur acteur dans un second rôle.

### Déclin critique et hiatus (années 2000)
Ce succès lui donne la possibilité de s'atteler au projet de son choix. En 2000, sort ainsi le semi-autobiographique Presque célèbre, à la distribution cette fois dénuée de stars. Le film révèle néanmoins une jeune Kate Hudson, est acclamé par la critique, remportant ainsi deux Golden Globes, mais échoue commercialement, surtout à l'international.
Le cinéaste accepte donc de revenir à un projet plus commercial : il signe  l'année d'après son cinquième film, Vanilla Sky, un thriller psychologique qu'il adapte de l'œuvre Abre Los Ojos, un succès espagnol signé Alejandro Amenábar. Cette fois, le public répond largement présent, pour une distribution dominée une nouvelle fois par Tom Cruise, cette fois entouré de Cameron Diaz et Penélope Cruz. La critique est cependant moyennement convaincue.
En 2005, Crowe tente un retour aux sources en livrant une nouvelle romance de vingtenaires séduisants, Rencontres à Elizabethtown, avec le tandem de jeunes stars du moment, Orlando Bloom et Kirsten Dunst. Mais les critiques sont franchement  mauvaises, et le box-office à peine correct.

### Retour et télévision (années 2010)
Il faut donc attendre 2011 pour le voir revenir au cinéma : il signe le documentaire Pearl Jam Twenty (en), qui lui permet de replonger dans le milieu du rock, et propose pour les fêtes de fin d'année la comédie dramatique familiale Nouveau Départ, un modeste succès commercial, malgré la présence de Matt Damon et Scarlett Johansson en têtes d'affiche. Ce comeback du cinéaste lui permet cependant de regagner les faveurs de la critique.
Début 2015 sort la comédie dramatique Welcome Back, menée par Bradley Cooper, entouré de Rachel McAdams, Emma Stone, Danny McBride et Alec Baldwin. Cette neuvième réalisation, qu'il produit, écrit et réalise comme à son habitude, est cependant éreintée par la critique et se retrouve au cœur de polémiques concernant certains choix de casting. Il échoue par ailleurs commercialement, et se retrouve cantonné à une sortie directement en SVOD dans plusieurs pays étrangers, dont la France.
En juin 2016 est diffusée sa première série télévisée, Roadies, du nom des techniciens suivant les groupes de rock en tournée. Il écrit et réalise le premier épisode de cette fiction portée par Luke Wilson et Carla Gugino, puis supervise l'écriture des neuf épisodes suivants avec la scénariste Winnie Holzman (en). Il en est aussi le producteur aux côtés de J. J. Abrams et réalise trois autres épisodes, dont le dixième. Cependant, les critiques étant mauvaises et les audiences insuffisantes, la série n'est pas prolongée après la première saison.

### Vie privée
Cameron a épousé Nancy Wilson, la guitariste du groupe rock américain Heart le 23 juillet 1986. Ils ont eu des jumeaux, William et Curtis. Nancy a écrit des musiques pour les films de son époux, Vanilla Sky et Rencontres à Elizabethtown. À partir du 15 juin 2008, le couple ne vivait plus ensemble, la guitariste évoquant des "différences irréconciliables". Ils ont divorcé le 8 décembre 2010.

## Filmographie

### Réalisateur et scénariste
- 1989 : Un monde pour nous (Say Anything)
- 1992 : Singles
- 1996 : Jerry Maguire
- 2000 : Presque célèbre (Almost Famous)
- 2001 : Vanilla Sky
- 2005 : Rencontres à Elizabethtown (Elizabethtown)
- 2011 : Pearl Jam Twenty (en)
- 2011 : Nouveau Départ (We Bought a Zoo)
- 2012 : The Union (documentaire)
- 2015 : Welcome Back (Aloha)
- 2016 : Roadies

### Scénariste
- 1982 : Ça chauffe au lycée Ridgemont de Amy Heckerling - La guitariste du groupe Heart, Nancy Wilson, joue un petit rôle dans le film.
- 1984 : Attention délires ! (The Wild Life) de Art Linson

### Acteur
- 1972 : De l'autre côté du vent d'Orson Welles : un fêtard (non crédité)
- 1978 : American Hot Wax de Floyd Mutrux : le livreur
- 1984 : Attention délires ! (The Wild Life) d'Art Linson : un policier
- 2000 : Presque célèbre (Almost Famous) : un journaliste
- 1998 : Welcome to Hollywood d'Adam Rifkin et Tony Markes : Lui-même
- 2002 : Minority Report de Steven Spielberg : un passager du bus

## Publications
- Cameron Crowe (trad. de l'anglais), Conversations avec Billy Wilder, Lyon/Arles, Institut Lumière, 2004, 285 p. (ISBN 2-7427-5262-5)